# Zámek Montrichard
Zámek Montrichard (francouzsky Château de Montrichard) leží v obci Montrichard v departmentu Loir-et-Cher, region Centre-Val de Loire. 
Ačkoli se jedná o zříceninu hradu z 11. století, je řazen k zámkům na Loire. V roce 1877 byl zařazen francouzským ministerstvem kultury mezi památkově chráněné objekty Francie. Původní hrad, který vybudoval Fulko Nerro, hrabě z Anjou, byl přestavěn ve 12. století. 